# فيليكس
فيليكس (بالإسبانية: Félix de Urgel)‏ هو قسيس إسباني، ولد في القرن الثامن، وتوفي في 818 في ليون في فرنسا.

## وصلات خارجية
- فيليكس على موقع الموسوعة البريطانية (الإنجليزية)